# 王嘉忠
王嘉忠，东阳人，明朝政治人物。

## 生平
王嘉忠曾于万历三十二年接替李茂功任兴化府知府一职，万历三十七年由马梦吉接任。